# Loxostege aeruginalis
Loxostege aeruginalis is een vlinder uit de familie van de grasmotten (Crambidae), uit de onderfamilie van de Pyraustinae. De wetenschappelijke naam van deze soort is voor het eerst voorgesteld door Jacob Hübner in een publicatie uit 1796.
De soort komt voor in Zuid-Europa (Frankrijk, Spanje, Italië, Slovenië, Kroatië, Hongarije, Oekraïne, Roemenië, Servië, Albanië, Noord-Macedonië, Bulgarije, Griekenland en Zuid-Rusland), Turkije, Georgië, Kirgizië en China.